# Catharinus Elling
Catharinus Elling (ur. 13 września 1858 w Christianii, zm. 8 stycznia 1942 w Oslo) – norweski kompozytor, dyrygent i organista, kolekcjoner folkloru muzycznego.

## Życiorys
Z wykształcenia był filologiem. W latach 1877–1878 odbył studia muzyczne w Lipsku. Od 1886 do 1887 roku uczył się u Heinricha von Herzogenberga w Hochschule für Musik w Berlinie. Po powrocie do Oslo był nauczycielem kontrapunktu i kompozycji w konserwatorium i dyrygentem towarzystwa chóralnego, pisał też krytyki muzyczne do „Morgenpost”. W latach 1909–1926 pełnił funkcję organisty w Gamlebyen kirke.
Zajmował się zbieraniem i opracowywaniem norweskiego folkloru muzycznego, zebrał około 1400 melodii ludowych. Napisał szereg prac na temat norweskiej muzyki ludowej. Skomponował m.in. Suitę norweską na orkiestrę (1904), Koncert skrzypcowy (1919), oratorium Den forlorne søn (1896) i operę Kosakkerne (1894). 